# Върховен комисариат за планиране (Мароко)
Върховният комисариат за планиране (на арабски: المندوبية السامية للتخطيط; на английски: Haut Commissariat au Plan, HCP) е държавна статистическа организация на Мароко, основана през 2003 г.
Тя е основнен източник на икономически, демографски и социални статистически данни.

## Подразделения
Нейни основни отдели и подразделения са:
- Катедра по статистика[4]
- Катедра по планиране[5]
- Катедра по прогнозиране[6]
- Отдел за национално счетоводство[7]
- Национален център за оценка на програмите[8]
- Център за демографски изследвания и проучвания[9]
- Обсерватория за битови условията на живот[10]
- Национален институт за икономически анализи[11]
- Национален статистически институт и приложна икономика[12]
- Училище по информационни науки[13]